# Люб
Люб або Любий (*д/н —830) — король велетів у 810—830 роках.

## Життєпис
Походив з династії Драговіта. Син велецького короля Драговіта. Після смерті батька у 810 році разом з молодшими братами (їх кількість невідома) успадкував трон. Продовжив війну проти франків та ободритів. В цей час союзники велетів — дани — уклали мирний договір з франкським імператором Карлом Великим. Люб з успіхом діяв проти супротивників, сплюндрувавши східні райони Саксонії.
У 811—812 роках проти Люба виступив Карл Молодий. У першому поході франки відбили і відновили перед тим захоплену саксонську фортецю, в другому Люб зазнав важкої поразки, внаслідок чого вимушений був надати заручників і зобов'язався сплачувати данину імперії.
Разом з тим конфлікти з ободритами тривали. У 822 році Люб відправив послів до імператора Людовика I зі скаргами на Чедрага, ободрицького князя. У травні 823 року почалася війна з останнім. Ободритам надали допомогу франкські війська. Під час тривалої війни Люб загинув близько 830 року. Владу успадкував старший син Мелігаст.